# Nordsee-Ostsee-Straße
Die Nordsee-Ostsee-Straße ist ein historischer Handelsweg der Hanse, der von Lübeck nach Hamburg führte, und so die Ostsee mit der Nordsee verband.

## Geschichte
Als um 1230 ein verstärkter Handel Lübecks in Richtung Westen nach Hamburg einsetzte, gewann die Nordsee-Ostsee-Straße, auch Elbe-Trave-Weg genannt, an Bedeutung. Im Jahr 1241 schlossen beide Städte einen Vertrag zum Schutz ihrer Verbindungswege. Für Lübeck war die Straße wichtig für den expandierenden Handel nach Flandern und England, für Hamburg hatte die Straße große Bedeutung für die Kolonisation der Ostgebiete, wo mit Rostock, Wismar, Stettin, Stralsund, Danzig, Riga und Reval neue Städte begründet wurden. 
Die Nordsee-Ostsee-Straße führte vom Lübecker Marktplatz über die Holstenstraße, die Holstenbrücke und das spätere Holstentor (erbaut 1469–1476) und die Puppenbrücke zum Hof Nebenhof, dessen Name sich heute noch in der Nebenhofstraße wiederfindet. Über das Gut Bunte Kuh nach Padelügge, Hohenstiege, Hamberge, Stubbendorf, das Kloster Reinfeld, Steinfelderhude und Kneeden nach Oldesloe. Bis hier reichte im Mittelalter der Einflussbereich der Stadt Lübeck.
Von Oldesloe führte die Straße auf zwei Trassen weiter. Der nördliche Weg führte über Blumendorf, Neritz und Elmenhorst nach Bargteheide. Die südliche Streckenführung verlief von Oldesloe über den Rümpeler Weg durchs Quellental und das Dorf Rümpel über das Flüsschen Beste und Hölten Klinken, Fischbek, Mönkenbrook und Hüls nach Bargteheide.
Von hier erstreckte sich der letzte Teil der Strecke, der heute den Namen „Alte Landstraße“ trägt, über Timmerhorn, Hunnau und Hoisbüttel nach Bergstedt, von wo er über Sasel, Bramfeld und Barmbek bei der Kuhmühle die damalige hamburgische Landwehr erreichte. Von dort aus führte der Weg durch den ehemaligen Siechenort St. Georg und das Steintor in die Hansestadt Hamburg hinein. Eine weitere Route führte von Bargteheide über Ahrensburg und Wandsbek nach Hamburg, sie wurde im 18. und 19. Jahrhundert zur Hamburg-Lübecker Chaussee (spätere B 75) ausgebaut.